# 셀레우코스 6세 에피파네스
셀레우코스 6세 에피파네스(Σέλευκος Ἐπιφανής Νικάτωρ, ? ~ 기원전 95년)는 셀레우코스 제국의 지배자였으며 안티오코스 8세 그리푸스의 장남이었다. 기원전 96년 셀레우코스는 그의 반 삼촌 안티오코스 9세 키지케누스를 그의 부친의 사망에 대한 보복으로 격파하였다. 그러나 그 다음해 (기원전 95년) 안티오쿠스 9세 키지케누스의 아들 안티오코스 10세 아우세베스에 의해 패하였고 셀레우코스는 시리아에서 킬리키아의 뫂수에티아로 도망쳐야 하였는데 그곳에서 그가 호화스러운 궁전을 지었다는 주장이 있다.
그러나 지역 주민들은 이미 기원전 2세기부터 해적들에게 고난을 당하고 있어서 그의 사치를 부담할 수 없었고, 셀레우코스 6세의 새로운 군대 창설 노력 또한 무거운 부담이 돠었다. 무려 수십차례씩이나 반란이 발생하였고 셀레우코스는 히포드로움 내에 포위되었고 이때 그의 사람들과 함께 불타 죽은 것으로 추측된다. 
이후 안티오코스 11세 에피파네스, 필리포스 1세 필라델푸스 그리고 데메트리오스 3세 에우카에루스의 셀레우코스 네 형제는 골육상쟁의 내전을 계속하였고 로마 제국에게 셀레우코스 제국이 멸망할때까지 골육상쟁의 내전을 멈추지 않았다.
| 전임 안티오쿠스 9세 | 제22대 셀레우코스 왕 기원전 96년 - 기원전 95년 | 후임 안티오쿠스 10세 |